# Пам'ятник козаку Деркачу
Пам'ятник козаку Деркачу — пам'ятник легендарному засновнику міста Дергачі, козаку Деркачу.

## Опис
Пам'ятник складається з постаменту та статуї козака, що виготовлена з бронзи. У фронтальній частині постаменту розміщена бронзова табличка з написом: Засновник міста козак Деркач 1660. Статуя зображує козака у традиційному одязі, наближено до образу, що міститься у гербі міста Дергачі. У правій руці статуї — спис, під вістрям якого на ратовищі закріплено прапор міста Дергачі. У лівій руці статуї на рівні поясу — шабля, під поясом закріплено мушкет.

## Історія
Художньою основою для пам'ятника є герб міста Дергачі, затверджений рішенням Дергачівської міської ради VI сесії XXIII скликання від 9 липня 1999 року . Монумент закріплює основну версію походження назви слободи Деркачі, яка була відкинута радянською владою без офіційного перейменування. З 1943 року радянські органи влади почали використовувати назву Дергачі (з літерою "г"), що відповідає одній з російських назв птаха деркача (рос. дергач) . Оригінальна назва збереглася у міському гербі. 
Козак Деркач є не історичною, а легендарною постаттю, жодних документальних підтверджень реального існування такої персоналії досі не знайдено. 
Пам'ятник козаку Деркачу був відкритий 14 жовтня 2015 року на День Українського козацтва . Після відкриття пам'ятника деякий час замість герба міста на списі був піднятий Прапор України . 

## Цікаві факти
У Дергачах немає жодних пам'ятних знаків, присвячених птаху деркачу, що є іншим персонажем, розміщеним на гербі міста Дергачі поруч із козаком Деркачем. 